# Max Meyer (ciclismo)
La Max Meyer era una squadra maschile italiana di ciclismo su strada attiva tra i professionisti tra il 1967 e il 1969. Il suo sponsor principale è l'omonima azienda italiana di vernici, con sede a Milano.
La squadra è stata fondata nel 1967 da Gastone Nencini. Il primo anno, i suoi corridori hanno ottenuto diversi top 10, compresi i secondi posti alle Tre Valli Varesine e alla Corsa Coppi. Luciano Galbo vince il Giro del Veneto e Giorgio Zancanaro vince la prima tappa del Giro d'Italia.
L'anno successivo la squadra ottiene numerosi podi, tra cui un terzo posto alla Milano-Sanremo con Adriano Durante. Claudio Michelotto vince la Tirreno-Adriatico e la Coppa Agostoni, mentre Luigi Sgarbozza vince la 14° tappa al Giro d'Italia.
Nel 1969 Claudio Michelotto accumula successi: Milano-Torino, Trofeo Laigueglia, Giro di Sardegna oltre alla 21ª tappa, la classifica scalatori e al secondo posto della classifica generale del Giro d'Italia. Durante la Vuelta a España, la squadra vinse tre tappe con Felice Salina, Ercole Gualazzini, Luigi Sgarbozza. Al termine di questa stagione la squadra si fermò.

## Cronistoria

### Annuario
| Anno | Codice | Nome      | Cat. | Biciclette | Dirigenza                      |
| ---- | ------ | --------- | ---- | ---------- | ------------------------------ |
| 1967 | -      | Max Meyer | Pro  | ?          | Dir. sportivi: Gastone Nencini |
| 1968 | -      | Max Meyer | Pro  | ?          | Dir. sportivi: Gastone Nencini |
| 1969 | -      | Max Meyer | Pro  | ?          | Dir. sportivi: Gastone Nencini |

## Palmarès

### Grandi Giri
- Giro d'Italia

Partecipazioni: 3 (1967, 1968, 1969)
Vittorie di tappa: 3
1967: 1 (Giorgio Zancanaro)
1968: 1 (Luigi Sgarbozza)
1969: 1 (Claudio Michelotto)
Altre classifiche: 1
1969: GPM (Claudio Michelotto)
- Tour de France

Partecipazioni: 0
- Vuelta a España

Partecipazioni: 1 (1969)
Vittorie di tappa: 1
1969: 3 (Salina, Gualazzini, Sgarbozza)

## Organico

### Rosa 1969
|  | Naz.              |  | Sportivo             | Anno |  |  |
|  | ----------------- |  | -------------------- | ---- |  |  |
|  | Italia (bandiera) |  | Lorenzo Bosisio      | 1945 |  |  |
|  | Italia (bandiera) |  | Giampaolo Cucchietti | 1942 |  |  |
|  | Italia (bandiera) |  | Ercole Gualazzini    | 1944 |  |  |
|  | Italia (bandiera) |  | Maurizio Malaguti    | 1945 |  |  |
|  | Italia (bandiera) |  | Claudio Michelotto   | 1943 |  |  |
|  | Italia (bandiera) |  | Primo Mori           | 1944 |  |  |
|  | Italia (bandiera) |  | Guido Neri           | 1939 |  |  |
|  | Italia (bandiera) |  | Felice Salina        | 1947 |  |  |
|  | Italia (bandiera) |  | Giuseppe Scopel      | 1944 |  |  |
|  | Italia (bandiera) |  | Luigi Sgarbozza      | 1944 |  |  |
|  | Italia (bandiera) |  | Pietro Tamiazzo      | 1945 |  |  |